# 魔法门之英雄无敌：战略任务
《魔法门之英雄无敌：战略任务》（通称「英雄无敌」或「英雄无敌1」等，英文缩写）是一款由New World Computing于1995年制作并发布的回合制策略游戏。它是角色扮演游戏《魔法门》系列的一个外传，也是《魔法门之英雄无敌》系列游戏的第一部作品。